# Nordiska Kreditbanken
Aktiebolaget Nordiska Kreditbanken var en svensk affärsbank, grundad 1896 genom förvärv av den rörelse som sedan 1881 drivits av Aktiebolaget Stockholms tjänstemannasparkassa.
I bankens styrelse återfanns bland andra Fredrik Wachtmeister, Isaak Hirsch och Henrik Stjernspetz. I december 1916 beslöt styrelsen att banken skulle träda i likvidation varvid Sveriges Privata Centralbank 1917 övertog egendomarna.

## Fastigheter
Banken hade till en början huvudkontor en trappa upp på Drottninggatan 8. Tjänstemannakassans kontor i Brandkontorets hus vid Mynttorget 4 kom att bli avdelningskontor. 1902 ritade Ferdinand Boberg byggnaden Rosenbad för att inhysa bankens huvudkontor. I likhet med Rosenbad skaffade sig banken flertalet avdelningskontor genom att finansiera bostadsbyggen och inhysa kontoren i fastigheterna.